# Revaz Dzodzoeasjvli
Revaz Dzodzoeasjvli (Georgisch: რევაზ მიხეილის ძე ძოძუაშვილი) (Koetaisi, 15 april 1945) is een voormalig Georgisch voetballer en trainer. Zijn carrière als speler en een deel als trainer was ten tijde van de Sovjet-Unie. 

## Biografie
Dzodzoeasjvli begon zijn carrière bij Torpedo Koetaisi en maakte na drie jaar de overstap naar Dinamo Tbilisi. Hij speelde ook 49 wedstrijden voor het nationale elftal en nam deel aan het WK 1970 en het EK 1972 waar ze tweede werden. In 1972 behaalde hij ook met de olympische selectie de bronzen medaille op de Olympische spelen in München. 
Na zijn spelerscarrière werd hij trainer.